# Крістофер Вестдал
Крістофер Вестдал (англ. Christopher Westdal; *13 вересня 1947) — канадський дипломат. Надзвичайний і Повноважний Посол Канади в Україні.

## Біографія
Народився в 13 вересня 1947 року в Манітобі.
З 1970 по 1973 — відповідальний за Канадське міжнародне агентство планування розвитку в Танзанії, як член економічної консультативної групи Університету в Торонто.  
З 1973 по 1975 — працював в Посольствах Канади в Індії та Непалі.
З 1976 по 1978 — секретар ради Комітету по зовнішній політиці та обороні.
З 1978 по 1982 — Регіональний директор Східної Африки.
З 1982 по 1985 — Надзвичайний і Повноважний Посол Канади в Бірмі.
З 1985 по 1987 — секретар ради Комітету по зовнішній політиці та обороні.
З 1987 по 1991 — Генеральний директор Міжнародного оргбюро МЗС Канади.
З 1991 по 1993 — Надзвичайний і Повноважний Посол Канади в ПАР, за сумісництвом Бангладеш.
З 01.1996 по 08.1998 — Надзвичайний і Повноважний Посол Канади в Україні.
З 1999 по 2003 — Постійний Представник Канади при Міжнародних організаціях ООН в Женеві.
З 10.2003 по 11.2006 — Надзвичайний і Повноважний Посол Канади в Росії, за сумісництвом у Вірменії.